# Harald Lamprecht
Harald Lamprecht (geboren 1970) ist ein evangelischer Theologe und Beauftragter für Weltanschauungs- und Sektenfragen der Evangelisch-Lutherischen Landeskirche Sachsens und Geschäftsführer des Evangelischen Bundes, Landesverband Sachsen.

## Werdegang
Lamprecht studierte evangelische Theologie in Leipzig, Göttingen und 
Halle und war wissenschaftlicher Mitarbeiter von Helmut Obst am Seminar für Ökumenik, Konfessionskunde und Religionswissenschaft der Universität Halle, wo er 2001 mit einer Arbeit über die neuen Rosenkreuzer promovierte. Die Dissertation erschien 2004 in einer gekürzten Fassung unter dem Titel Neue Rosenkreuzer. Ein Handbuch bei Vandenhoeck & Ruprecht.
Bereits 1999 wurde er Beauftragter für Weltanschauungs- und Sektenfragen der Evangelisch-Lutherischen Landeskirche Sachsens und Geschäftsführer des Evangelischen Bundes in Sachsen. Er veröffentlichte Schriften und Artikel zu Fragen der Religion und Weltanschauung insbesondere in Schriftenreihen der Evangelischen Zentralstelle für Weltanschauungsfragen und ist Herausgeber der Zeitschrift Confessio und Webmaster.

## Schriften
- Neue Rosenkreuzer. Geschichte, Organisation und Selbstverständnis von Rosenkreuzerorganisationen des 19. und 20. Jahrhunderts. Dissertation, Martin-Luther-Universität Halle-Wittenberg 2000/2001.
- Neue Rosenkreuzer. Ein Handbuch. Vandenhoeck & Ruprecht, Göttingen 2004, ISBN 3-525-56549-6.
- Magier und Rosenkreuzer. Hermetic Order of the Golden Dawn und Ordo Templi Orientis als Protagonisten abendländischer Magie. Evangelische Zentralstelle für Weltanschauungsfragen, Berlin 2004.
- mit Roland Biewald: Religiöse Sondergemeinschaften, Psychogruppen, Sekten. Evangelische Verlags-Anstalt, Leipzig 2005, ISBN 3-374-02331-2.
- Die Rosenkreuzer. Faszination eines Mythos. EZW-Texte Nr. 221. Evangelische Zentralstelle für Weltanschauungsfragen, Berlin 2012.
- Rosenkreuzerische Reinkarnation. Die Vorstellung von der Wiederverkörperung in modernen Rosenkreuzerorganisationen. In: Michael Bergunder (Hrsg.): Religiöser Pluralismus und das Christentum. Festgabe für Helmut Obst zum 60. Geburtstag. Vandenhoeck & Ruprecht, Göttingen 2001, S. 74–87. ISBN 3-525-56547-X.
- als Herausgeber: Confessio : Informationen über Weltanschauungen und Ökumene. Evangelischer Bund, Landesverband Sachsen. Dresden 2000 ff., ZDB-ID 2122201-0.